# Jon Øigarden
Jon Øigarden (Oslo, 31 de maio de 1971) é um ator norueguês. Ele é mais conhecido por seu papel como o jornalista Peter Verås na série de TV Mammon.

## Carreira
Jon Øigarden foi educado na Academia Nacional de Teatro Norueguês, e atuou em várias produções tanto no palco como na televisão. Entre 1997 e 1999 trabalhou no Oslo Nye Teater. Entre as peças em que ele atuou destaca-se Mirandolina de Carlo Goldoni e uma adaptação de Travels With My Aunt de Graham Greene, ele também teve papéis em filmes como Detektor (2000) e na comédia Get Ready to Be Boyzvoiced (2000).

## Filmografia
- (2017): Jul i Blodfjell ... Cris
- (2016-2017): Vikingane ... Jarl Varg
- (2011-2017): Helt perfekt ... Jon Øigarden
- (2014-2016): Mammon ... Peter Verås
- (2016): Ripper Street ... Bo Nystrom
- (2015): Wendyeffekten ... Nico
- (2010-2015): Dag ... Isak
- (2014): Aventura dos Sete Mares ... Prince Badal
- (2014): Jakten på Berlusconi ... Nico
- (2014): O Cidadão do Ano ... Karsten Petterson
- (2013): Lilyhammer ... Bjørn Hansen
- (2013): Å begrave en hund ... Sjefen
- (2013): Halvbroren ... Arnold
- (2012): O ABC da Morte (voz)
- (2012): Fuck Up ... Jack
- (2011): Varg Veum - I mørket er alle ulver grå ...Even Nymark
- (2011): Kong Curling ... Marcus
- (2011): Mennesker i solen  ... Stig
- (2010): Den unge Fleksnes ... Dr. Hansteen
- (2010): Påpp & Råkk ... Ivo
- (2010): Hjerte til hjerte ... Jon
- (2010): Neglect ... Nick / Nicolas
- (2010): Kommandør Treholt & ninjatroppen ... Otto Meyer
- (2010): En helt vanlig dag på jobben ... Redaktør Askvik
- (2010): Um Homem Um Tanto Gentil  ... Kristian
- (2009): Bestevenner ... Abrahamsen
- (2009): En god nummer to ... Sjokolademannen
- (2008): Kurt blir grusom ... Dr. Petter / Kelner / Pasient med utslett / (voz)
- (2008): Forvarsel (curta-metragem)
- (2007): Thomas P. ... Kongsberg / Erik Kongsberg
- (2007): De poetsprins (voz)
- (2007): Mars & Venus ... Ove
- (2007): Kutoppen ... Fobetron
- (2007): Berlinerpoplene ... Erlend Neshov
- (2006): Det var en gang en Cherrox (curta-metragem) ... Far
- (2006): Camarada Pedersen ... Harald Tholfsen
- (2005): Mr. Jones (voz)
- (2005): 37 og et halvt
- (2005): En folkefiende  ... Programleder
- (2002): Guggen - Du store gauda (voz)
- (2002): Endelig fredag ... Claes
- (2000): Get Ready to Be Boyzvoiced ... Sverre Bratsberg
- (2000): Detektor ... Kenneth
- (2000): Dykaren ... Dirty Harry
- (1999): The Longest Journey (Video Game) Gordon / Alatisk slottsvakt (Norwegian version, voice)
- (1999): Lyckliga gatan ... Wiseth, jente, pluss flere
- (1999): O Mundo de Sofia ... Harry (uncredited)
- (1998): 1732 Høtten ... Baste Hartmann
- (1998): Nini (TV Series)
- (1998): Weekend